# Hyphozyma roseonigra
Hyphozyma roseonigra är en svampart som beskrevs av de Hoog & M.T. Sm. 1986. Hyphozyma roseonigra ingår i släktet Hyphozyma, klassen Leotiomycetes, divisionen sporsäcksvampar och riket svampar.   Inga underarter finns listade i Catalogue of Life.